# Sant Pau de Fornils
Sant Pau de Fornils és una església de Susqueda (Selva) inclosa a l'Inventari del Patrimoni Arquitectònic de Catalunya.

## Descripció

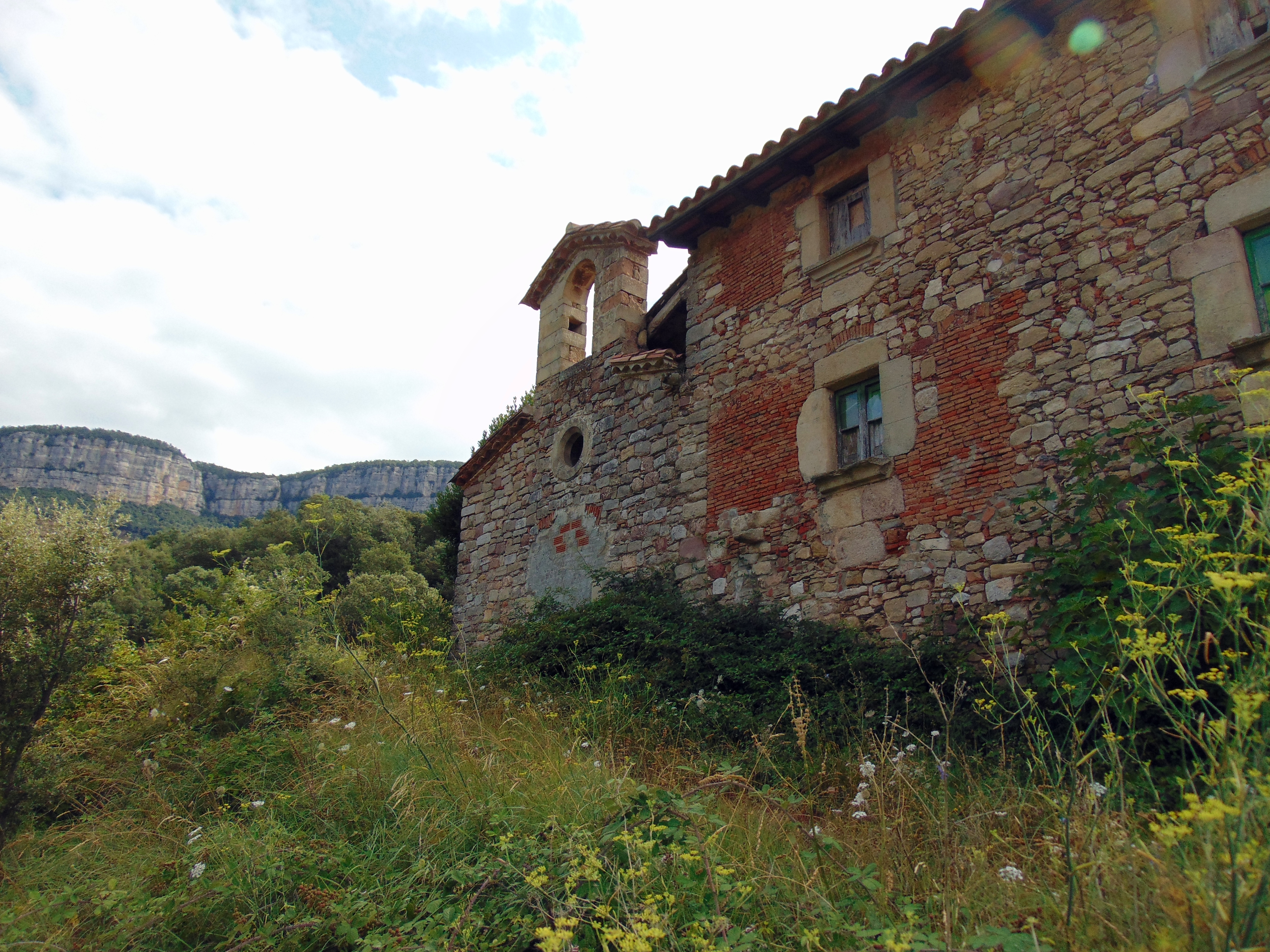
Façana de l'ermita

La capella de Sant Pau de Fornils es tracta d'una construcció de nau rectangular orientada a l'est i d'aparença bastant austera i freda. Els únics elements que trenquen mínimament i es desmarquen d'aquesta uniformitat compositiva són tres i els trobem concentrats en el mateix escenari com és la façana. Aquests elements són els següents: en primer lloc tenim el portal d'accés d'arc rebaixat, constituït per uns sòlids i robustos muntants de pedra molt ben treballats i escairats. D'aquest arc destaca especialment el coronament, i és que els quatre carreus de pedra que tanquen l'arc en la part superior estan ornats amb una sèrie de símbols molt importants per a la litúrgia cristiana. Així en la clau de la volta trobem la data de "1 8 6 0", flanquejada a la dreta per unes claus que aludeixen a Sant Pere i a l'esquerra una espasa fent referència a Sant Pau. Sobre la clau de la volta en un carreu de pedra, menys solemne i acurat en comparació als altres tres, trobem incissa en baix relleu una creu.
Per sobre del portal d'accés i en un estrat intermedi trobem un ull de bou de petites dimensions, ja que el radi que acapara no és ostensiblament gran.
Corona la façana en la part superior un campanar d'espadanya d'un sol ull el qual es troba immers en unes pèsimes condicions de conservació, ja que part de la seva integritat física s'ha esfondrat completament, restant tan sols part d'una de les dues aigües orientada al costat, la qual deixa entreveure part del ràfec originari format per quatre fileres: la primera de rajola plana, la segona de teula, la tercera de rajola plana i la quarta de teula. Un ràfec el qual deixa entreveure que en origen estava pintat, com així ho acrediten les restes de pigmentació blanca present en teules i rajoles.
Tots tres elements, recapitulant tant el portal d'accés, com l'ull de bou com el campanar d'espadanya tenen com a matèria primera la pedra nomolítica o pedra calcària de Girona.

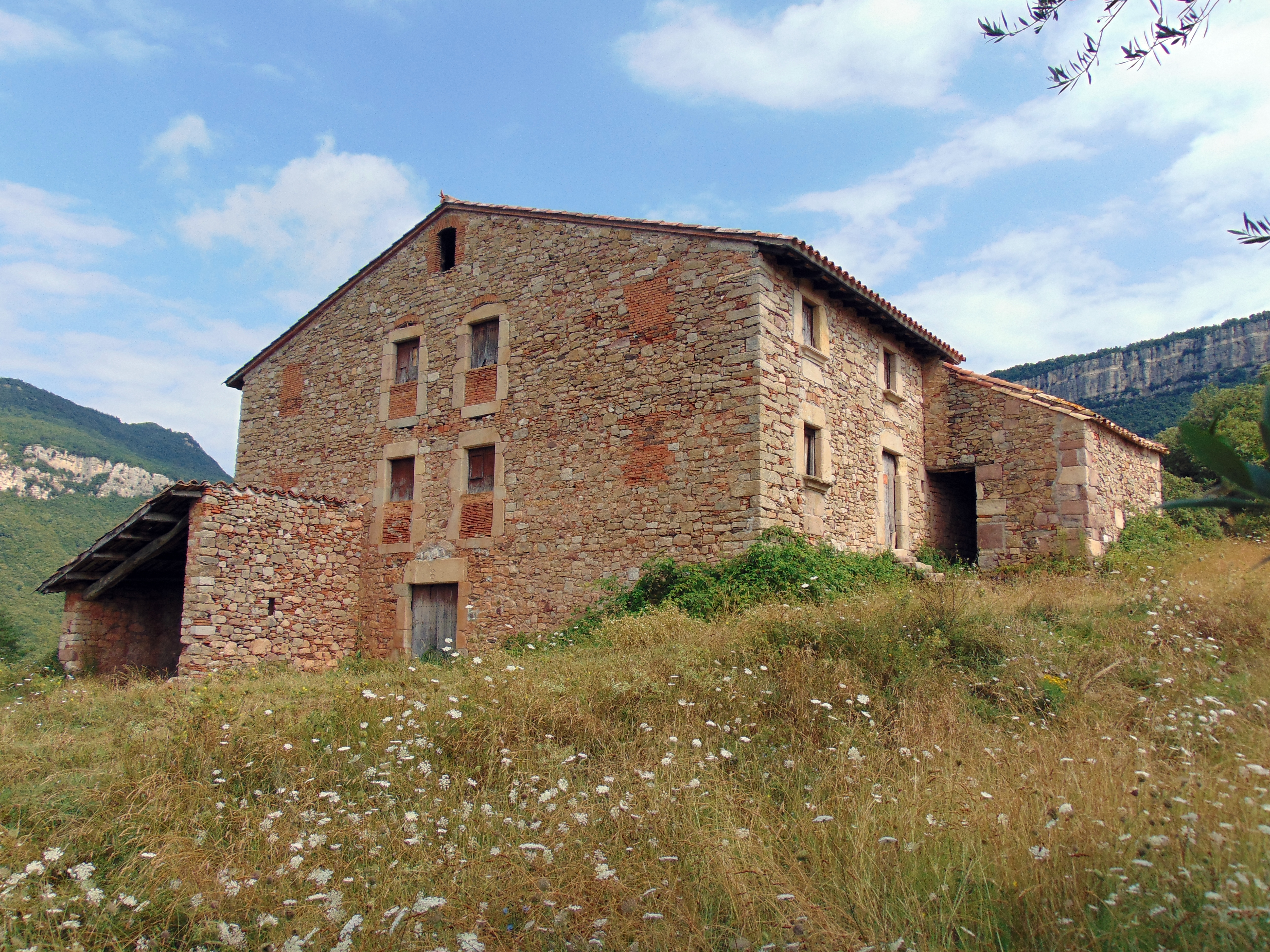
Mas La Coma adossat a l'ermita

Adossat a la capella trobem el mas de la Coma el qual està orientat al sud. El mas consta de tres plantes més golfes i està cobert amb una teulada a dues aigües de vessants a laterals.
La planta baixa consta d'un gran portal d'accés rectangular equipat amb una poderosa i robusta llinda monolítica i muntants de pedra ben treballats i escairats. En la llinda trobem incissa la data de "1 8 + 5 7" i al centre una petita creu.
El primer i segon han estat resolts amb el mateix plantejament formal que consisteix en disposar dues obertures per pis respectivament. Les quatre obertures comparteixen les mateixes característiques tant compositives i formals com funcionals. Així les quatre estan equipades amb llinda monolítica i muntants de pedra i són projectades respectivament com a balconades independents i equipades amb un matusser i barroer ampit a base de rajola. A mode de curiositat és important remarcar que en sengles extrems dels dos pisos podem contemplar en total quatre obertures tapiades, com així ho indica el rastre evident de la rajola que s'ha utilitzat per tancar-les.
Les respectives llindes i muntants tant del portal com de les quatre balconades tenen com a matèria primera la pedra sorrenca.
Finalment l'últim pis que actuaria com a golfes s'ha plasmat en la façana en format de petita obertura rectangular emmarcada amb rajola.
En la part frontal de la façana s'ha construït un petit porxo amb una teulada d'una sola aigua de vessant a lateral, el qual està cobert a base de l'entramat o conjugació de cairats de fusta.
En la façana lateral de la masia sobresurt un ràfec prominent sostentat per llates i tapajuntes i amb les rajoles policromades.
Pel que fa al tractament dels exteriors, cal dir que en ambdues construccions s'ha utilitzat el mateix procediment a base de pedres fragmentades i blocs rústics manipulats a cops de martell i sense desbastar i treballar i tot lligat amb morter de calç. L'únic punt on es deixa entreveure un cert treball dels materials és la façana de la capella amb aquests blocs de pedra parcialment treballats, a base de ser lleument desbastats.
Remarcar que tant la Capella de Sant Pau de Fornils com el mas de la Coma es troben emplaçades en un terreny irregular, cosa que comporta un desnivell físic acumulat.
Quant a l'estat de conservació cal dir que el mas presenta un bon aspecte, però no així la capella, com així ho evidencia l'esfondrament de part del campanar d'espadanya i el seu apuntalament en la masia. Tot i que no estigui habitada i no es practiqui el culte els propietaris no haurien de descuidar el manteniment d'aquestes instal·lacions, ja que després com sempre passa pot ser massa tard i ja no som a temps de salvar un patrimoni tant important.

## Història
Sant Pau de Fornils, es troba annexa al mas de la Coma, situat a llevant de l'antic castell de Fornils i depenia de l'església de Sant Martí Sacalm.
Està documentada des de l'any 1269 encara que l'edifici es refeu en el segle xviii i sobretot al segle xix. Actualment no té culte.
Aquesta capella cal contextualitzar-la en l'antic veïnat de Fornils. Situat a la plana ondulada que s'estén entre la cinglera del Far i Casadevall i la petita serra de Sant Pau al sud. És travessada pel torrent de l'Om.
Aquest veïnat, avui deshabitat, està conformat per algunes masies, la majoria de les quals estan documentades des de finals del segle xiii, i d'altres edificis com el molí del Roure i la capella de Sant Pere de Fornils, romànica, de la que en resta només part de l'absis.